# Roxette
Roxette (укр. Роксе́т) — шведський поп-рок гурт. Гурт був створений у 1986 році у складі Марі Фредрікссон (вокал) та Пера Гессле (гітара, автор переважної більшості пісень). Назва «Roxette» походить від назви пісні гурту Dr. Feelgood. Як і багато шведських виконавців, дует виконував свої пісні англійською мовою. Roxette продали близько 75 мільйонів примірників своїх альбомів в усьому світі, чотири сингли дуету — «The Look», «Listen To Your Heart», «It Must Have Been Love» і «Joyride» — посідали перші місця в американському хіт-параді Billboard.

## Загальні відомості про гурт
- Становленню світової кар'єри Roxette допоміг випадок. Перебуваючи в Швеції, американський студент Дін Кашман (Dean Cushman) так сильно захопився піснями дуету, що наважився вислати власний екземпляр диску «Look Sharp!» на провінційну радіостанцію в Міннеаполісі. Саме на радіо «розкрутили» пісню «The Look» аж до видання синглу в США. Хоча достовірність даної історії не підтверджена (подейкують, що гурт слухали в Штатах і набагато раніше), тим не менше її визнають багато спеціалістів, у тому числі і самі учасники дуету;
- Roxette — одна з небагатьох команд, що добралася з концертом аж до Китаю;
- В 1991 році пошта Швеції видала марку із зображенням Roxette;
- І Пер, і Марі, незалежно від спільної роботи, працюють сольно. Марі має в активі кілька дисків шведською, а Пер — альбом «The World According To Gessle», а також багато цікавих робіт шведською мовою;
- Пер є великим шанувальником ABBA. Варта уваги його співпраця з Фрідою (Анні-Фрід Лінгстад), зокрема, написана для неї пісня «Thremody»;
- Roxette мали великий успіх у період 1989—1992 років, коли, зокрема, відбулося світове турне «Join The Joyride» (1991—1992). Наступне всесвітнє турне відбулося в 1994—1995 роках і мало назву «Crash! Boom! Bang! World Tour». Після його закінчення дует не виступав з концертами протягом декількох років, у 2001 році гурт відіграв 26 концертів європейського турне «Room Service Tour»;
- Roxette стали першим скандинавським гуртом і першими артистами не з англомовної країни, котрі виступили й записали акустичний концерт для «MTV Unplugged». Шведське телебачення записало концерт 9 січня 1993 року в Cirkus у Стокгольмі; запис поділили між собою шведське телебачення і MTV-Europe.
- 11 вересня 2002 у Марі Фредрікссон виявили пухлину головного мозку, за декілька днів лікарі зробили їй успішну операцію, і ще протягом кількох років потому Марі проходила курс хіміотерапії та реабілітації.[1] У 2011 році співачка повністю одужала;
- Roxette відзначили своє 20-річчя в 2006 році, з цієї нагоди вийшла збірка хітів «A Collection of Roxette Hits — Their 20 Greatest Songs!»(Roxette — 20 найкращих пісень!) і видання-антологія «RoxBox — Roxette 1986—2006»;
- У травні 2009 року, Пер Гессле повідомив на своєму сайті gessle.com, що Марі Фредрікссон приєднається до нього в Нідерландах, під час його сольного європейського туру «Gessle Over Europe», а також повідомив, що Roxette може возз'єднатися знову і грати разом з осені 2009 року. Крім того, гурт випустив всі записи в новій ремастерінговій версії з кількома додатковими треками в 2009-му;
- 18 червня 2010 року Roxette виступили на вечірці, влаштованій кронпринцесою Вікторією та її нареченим Даніелем Вестлінгом, це була їхня перша спільна поява в Швеції з 2001 року;
- У листопаді 2010 року стало відомо, що Roxette вирушають у світове турне, яке почнеться в Росії в березні 2011 року. Тур був запланований до серпня 2012 року;
- 10 березня 2011 року дует відіграв перший свій концерт на теренах України в Міжнародному виставковому центрі в Києві. «Чудовий виступ, чудова публіка. Ми обов'язково повинні сюди повернутися!» — написав у своєму блозі після концерту Пер Гессле і своєї обіцянки дотримав. Останній виступ року 6 грудня 2011 року в рамках турне також відбувся в Києві.
- У серпні та вересні 2012 гурт вирушає в турне Північною Америкою.

## Учасники гурту (1986–2019)
Зазвичай вважається, що Roxette — дует, що складається із співачки Марі Фредрікссон й гітариста та автора пісень Пера Гессле, однак в різні роки з ними працювали багато музикантів, які також беруть участь і в сольних проєктах Пера і Марі. Станом на 2001 рік (альбом «Room Service» і гастрольний тур «Room Service tour 2001») в склад гурту входили:
- Крістоффер Лундквіст (швед. Christoffer Lundquist) — гітара, бас-гітара;
- Кларенс Офверман (швед. Clarence Ofwerman) — клавішні;
- Пеле Альсінг (швед. Pelle Alsing) — ударні;
- Матс Перссон (швед. Mats M.P. Persson) — перкусія;
- Йонас Ісакссон (швед. Jonas Isacsson) — гітара.

На київському концерті 10 березня 2011 року Roxette виступали наступним складом:
- Пер Гессле — вокал, гітара, губна гармоніка;
- Марі Фредрікссон — вокал;
- Крістоффер Лундквіст — гітара, бас-гітара;
- Пеле Альсінг — ударні;
- Кларенс Офверман — клавішні
- Магнус Б'єр'єсон (швед. Magnus Börjeson) — бас-гітара;
- Молін Екстранд (швед. Malin Ekstrand) — бек-вокал.

Незмінним менеджером Roxette, як і сольних проєктів Пера й Марі, виступає голова «D&D Management», Марі Дімберг.

## Історія

### Початки
Остаточно дует Roxette було сформовано у шведському місті Гальмстад музикантом Пером Гессле та співачкою Марі Фредрікссон у 1986 році. Хоча, відомо, що обоє музикантів працювали разом і раніше, в тому числі під назвою Roxette.
Ось, що про цей період розповідав у одному з інтерв'ю Пер Гессле:
— Початки Roxette виглядають досить неясно. По-моєму, вперше Ви використали цю назву на альбомі свого попереднього гурту?
— Саме так! Ми переживали величезний успіх з Gyllene Tider (прим. — «Золоті часи» — шведський рок-гурт, перший колектив Пера Гессле), але тільки у Швеції. Позаяк виконуючи наші пісні на рідній мові, не дуже то й розраховували на підкорення цілого світу, але в 1984 році студія дозволила нам записати альбом англійською мовою. Внаслідок чого з'явився альбом «Heartland Cafe», виданий не тільки в Швеції, але також і фірмою Capitol в Штатах. Звичайно ж не було сенсу на щось розраховувати, маючи назву Gyllene Tider, тому, трохи згодом, придумали собі іншу — «Roxette», котру запозичили з назви хіта гурту Dr.Feelgood. Однак, так сталося, що Gyllene Tider проіснували тоді недовго. А я в 1986 році погодився на створення дуету з Марі, але оскільки не мали ідеї як його назвати, то ще раз використали назву Roxette.
— Тобто, як я розумію, при першому використанні назви Roxette на альбомі «Heartland Cafe» не було Марі?
— Була! Не входила до складу гурту, але взяла участь в запису деяких вокальних партій. Допомогла нам і під час турне, на якому презентували альбом. Ми були знайомі вже на той час досить давно. Познайомилися в 1977 чи 1978 році. (за матеріалами журналу «Tylko rock» № 5 (117) травень 2001, готель «Бристоль», Варшава, Польща).

### Pearls of Passion(1986—1988)

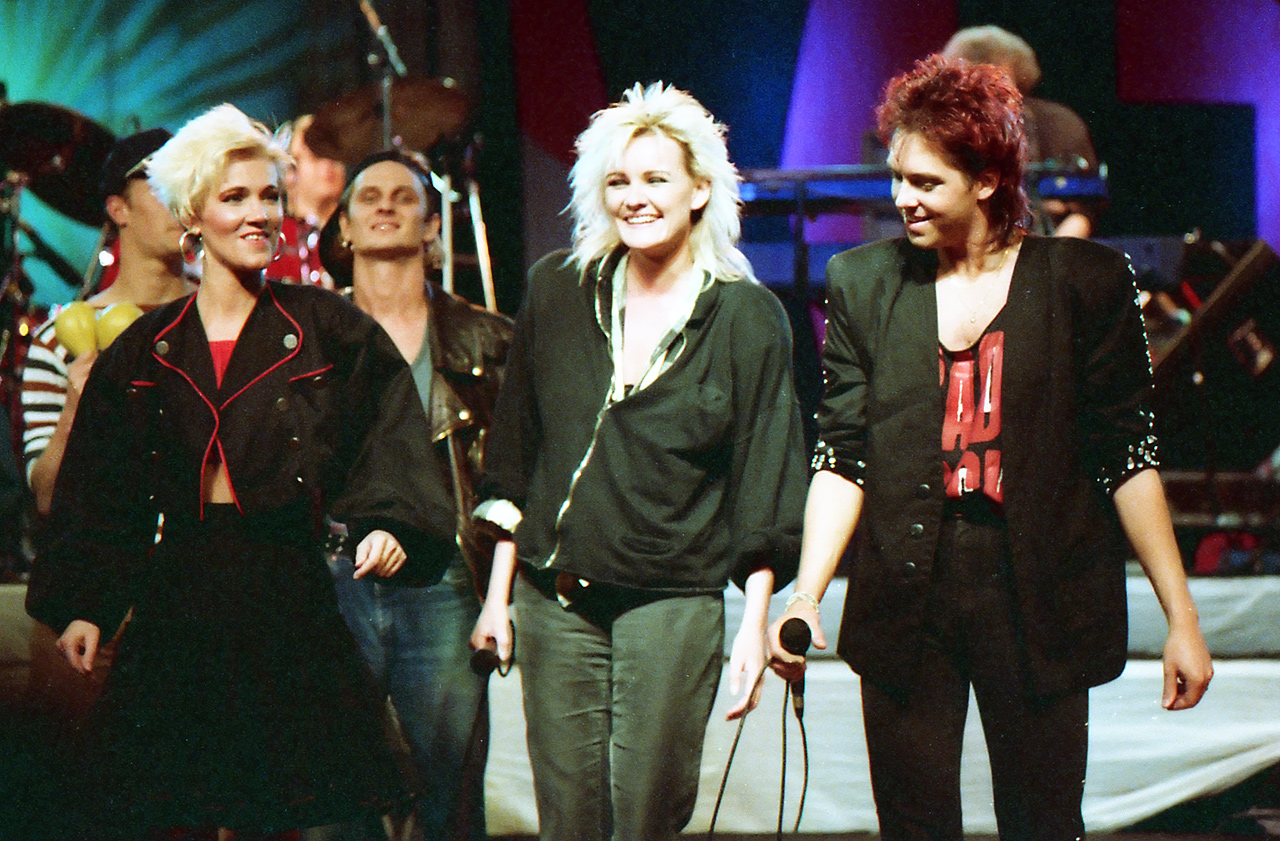
Roxette разом з Євою Дальгрен під час туру Rock Runt Riket в 1987 році

Після успіху «Neverending Love» у Швеції, Гессле та Фредрікссон швидко записали повноцінний альбом, переклавши пісні Гессле, спочатку написані для його третього сольного альбому. З випуском «Pearls of Passion» в жовтні 1986 року, Roxette зберегли свій комерційний імпульс у Швеції з їх наступними синглами «Goodbye to You» і «Soul Deep». Деякі сингли з альбому вийшли в інших країнах, однак ці міжнародні релізи не повторили їх шведського успіху. Альбом супроводжувався компіляцією реміксів тих же пісень, яка мала назву «Dance Passion».
В 1987 році Фредрікссон випустила свій третій сольний альбом «Efter stormen». Тим часом Roxette випустили сингл «I Want You» за участю Єви Дальгрен та Ratata. Пізніше того ж року, вони випустили «It Must Have Been Love (Christmas For the Broken Hearted)» після того, як EMI Germany попросив написати різдвяний сингл. «Pearls of Passion» був перевиданий на міжнародному рівні в 1997 році, і містив «It Must Have Been Love (Christmas For the Broken Hearted)» як додаткову звукову доріжку.

### Look Sharp!(1988—1990)
19 жовтня 1988 року гурт випускає альбом «Look Sharp!», завдяки якому Roxette стали популярними на міжнародному рівні. У рідній Швеції «Dressed For Success» та «Listen To Your Heart» обрали як перші два сингли з другого альбому гурту «Look Sharp!», Пер Гессле та EMI Svenska вирішили звернути увагу на вокал Фредрікссон. Гессле казав: «Наш дует задумувався, щоб переважно Марі співала. Я, як соліст, не був частиною плану, це не для мене в будь-якому випадку». Обидва сингли досягли «Топ 10» у шведських чартах синглів, у цей же час альбом, який вийшов у Швеції в жовтні 1988 року, досяг першої позиції протягом семи тижнів. Музичний критик Мане Іварссон був у захваті від альбому, «Гурт складається з двох таких оригінальних осіб, Марі Фредрікссон і Пер Гессле, альбом звучить неймовірно!». Коли третій сингл з диску «Look Sharp!» («The Look») потрапив до «гарячої» десятки в Швеції, Roxette ще не були відомі у світі.
За однією з версій, під час навчання за обміном у Швеції американський студент з Міннеаполіса, Dean Cushman, почувши пісню «The Look», так нею захопився, що, повертаючись на батьківщину, узяв із собою копію «Look Sharp!» Згодом він умовив ведучих радіостанції «KDWB 101,3 FM» в Міннеаполісі поставити «The Look» в ефір, що сприяло великій кількості позитивних відгуків слухачів, завдяки чому пісня стала радіо-хітом, першим на теренах США. Свого часу про цю історію багато говорили і писали в США та Швеції, хоча про її достовірність достеменно невідомо. Однак, завдяки хіту «The Look» гурт набув популярності в США та Європі на межі 1980-1990-х років. Згодом, альбом «Look Sharp!» очолив чарти у 24 країнах світу.
Восени 1989, коли у Roxette з'явився другий американський хіт № 1, «Listen to your heart», з Пером зв'язалися представники компанії «Walt Disney Pictures / Touchstone Pictures», яким була потрібна пісня для фільму «Красуня». Пер був надто зайнятим, щоб писати нову пісню до фільму, йому навіть не радили зв'язуватися з малобюджетною картиною із Річардом Гіром та маловідомою на той час Джулією Робертс в головних ролях. Заради ввічливості він відправив продюсерам фільму пісню «It must have been love (Christmas for the broken hearted)», але ні Пер, ні Марі не вважали, що ця різдвяна композиція пасуватиме кінострічці. Продюсерам не сподобався вибір гурту і вони попросили іншу пісню. Пер пояснив, що це було все, що вони могли запропонувати, і сподівався, що йому дадуть спокій. Кінокомпанія змінила свою думку, коли режисер фільму Геррі Маршалл почув пісню, і вона відразу ж йому сподобалась. Він вважав, що із дещо зміненими словами пісня прекрасно підійде до його стрічки. Режисер навіть хотів поміняти сценарій, аби пісня краще вписалася у фільм. Пер переписав текст, і разом з Марі записав новий варіант композиції. Робота задовольнила усіх, і «It must have been love» стала для Roxette третім синглом № 1 в США влітку 1990 року. Фільм був у всесвітньому прокаті, і саме завдяки пісні Roxette його саундтрек продавався дуже успішно — більш ніж 9 мільйонів копій в світі.
Roxette записують свої диски на звукозаписній компанії EMI Svenska AB. До 2006 року вони продали близько 50 мільйонів примірників своїх альбомів і понад 20 мільйонів примірників синглів, а також провели три світових турне. 1994 року вийшов їхній п'ятий студійний альбом «Crash! Boom! Bang!».

## Дискографія
- 1986 — Pearls of Passion
- 1987 — Dance Passion (the remix album)
- 1988 — Look Sharp!
- 1991 — Joyride
- 1992 — Tourism
- 1994 — Crash! Boom! Bang!
- 1995 — Don't bore us, get to the Chorus
- 1995 — Rarities
- 1996 — Ballads en Espanol
- 1999 — Have a Nice Day
- 2001 — Room Service
- 2002 — The Ballad Hits
- 2003 — The Pop Hits
- 2006 — A Collection of Roxette Hits — Their 20 Greatest Songs!
- 2006 — The RoxBox — Roxette 86-06" (4 CD + 1 DVD)
- 2011 — Charm School
- 2012 — Travelling
- 2016 — Good Karma